# Mas d'en Dimas
El Mas d'en Dimas és una masia de Vilanova i la Geltrú (Garraf) protegida com a Bé Cultural d'Interès Local.

## Descripció
Es tracta d'un edifici unifamiliar aïllat amb jardí al voltant.
L'immoble és de planta en forma de creu compost de planta baixa, pis i golfes amb coberta a vuit vessants en el cos quadrangular central, del que sobresurt una torratxa de planta quadrada i coberta de pavelló. La coberta plana és accessible als quatre cossos perimetrals adossats a les cares del cos central. Les crugies són perpendiculars a la façana principal, amb vestíbul central, sala de distribució i escala principal lateral.Trobem una escala secundària central d'accés a la torratxa de la planta golfa.
Les parets de càrrega són de paredat comú i totxo. Els forjats són de biga de fusta i revoltó. L'escala és de volta a la catalana.
Les façanes es componen simètricament sobre eixos verticals. Les obertures són amb llinda. Trobem dues galeries amb llinda de tres vanos amb columnetes i capitells. Hi ha una motllura perimetral a l'alçada dels forjats. La façana principal presenta pilastres amb capitell, portal d'entrada i balcó amb llinda. La torratxa té quatre frontons triangulars a la torratxa amb ull de bou.

## Història
El seu primer propietari va ser Dimes Inglada, que l'any 1874 era comandant de la Milícia.